# Ивановка (Борзнянский район)
Ива́новка (укр. Іванівка) — село, расположенное на территории Борзнянского района Черниговской области (Украина).
Население составляет 804 жителя (2006 год).
Село Ивановка находится примерно в 14 км к востоку от центра города Борзна. Средняя высота населённого пункта — 136 м над уровнем моря. Село находится в зоне умеренно континентального климата.
Национальный состав представлен преимущественно украинцами, конфессиональный состав — христианами.